# 光亜興産
光亜興産株式会社（こうあこうさんかぶしきがいしゃ）は、大阪府門真市に本社のある、まちづくり事業を主体とする企業。門真市、京都府、滋賀県のまちづくりに注力している。創業者は川村光壽。

## 沿革
- 1964年（昭和39年） - 光亜興産株式会社設立　資本金200万円 ／ 光亜マンション（賃貸）竣工
- 1966年（昭和41年） - 寝屋川第1倉庫竣工（寝屋川市木田）
- 1967年（昭和42年） - ナショナル住宅建材株式会社と直接取引開始
- 1968年（昭和43年） - 寝屋川第2・第3・第4倉庫竣工
- 1969年（昭和44年） - 増資振込資本金300万円 ／ 寝屋川第5倉庫竣工 ／ 寝屋川発送センター竣工
- 1970年（昭和45年） - 門真市島頭地区地主7名と連携「松光親睦会」を結成し、地主との共同土地利用による高度利用の先鞭をつける ／ 寝屋川第6倉庫竣工 ／ 運営管理物流施設　門真第1・第2倉庫竣工 ／ 増資払込資本金1000万 ／ 宅地建物取引業務免許取得(大阪府知事)
- 1971年（昭和46年） - 増資払込資本金2200万円 ／ 自動車運送取扱事業免許取得 ／ 運営管理物流施設　門真第3・第4・第5倉庫竣工
- 1972年（昭和47年） - 宅地開発事業のため不動産部を新設 ／ 寝屋川発送センターを一部改築し、寝屋川第7倉庫とする ／ 枚方市長尾の宅地開発に着手(第1号開発事業)  ／ 京都府久世郡久御山町佐山の宅地開発に着手 ／ 増資払込資本金4800万 (ナショナル住宅建材株式会社 資本参加)  ／ 滋賀県高島郡今津の宅地開発に着手 ／ 枚方市大字杉氷室開発に着手
- 1973年（昭和48年） - ビル・マンション管理会社「株式会社光和」設立 ／ 芦屋ハイランド43区画分譲開始 ／ 買収した倉庫事業会社を「株式会社新光亜」に社名変更
- 1974年（昭和49年） - 創立10周年 ／ 本社ビル竣工（門真市末広町） ／ 運営管理物流施設　門真第6倉庫竣工 ／ 長尾第2期37区画をナショナル住宅建材株式会社より受託販売開始
- 1975年（昭和50年） - ナショナル住宅建材株式会社 代理店北近畿住建株式会社（豊岡市）を買収 ／ 滋賀県高島市に今津営業所開設  ／ 今津ニュータウン230区画をナショナル住宅建材株式会社より受託販売開始
- 1976年（昭和51年） - 増資払込資本金9600万円
- 1977年（昭和52年） - 建売分譲住宅部門に進出「サンハイツシリーズ」として 販売開始決定 ／ 寝屋川第1サンハイツ32区画分譲開始 ／ 門真市古川橋土地区画整理事業　第1回権利者総会を開催 ／ 門真市古川橋土地区画整理組合設立準備委員会結成 ／ 久御山第1・第2サンハイツ33区画分譲開始（京都府久世郡） ／ 長尾サンハイツ18区画分譲開始
- 1978年（昭和54年） - 門真第1サンハイツ32区画分譲開始 ／ 久御山第3サンハイツ40区画分譲開始  ／ 寝屋川第2サンハイツ16区画分譲開始
- 1979年（昭和54年） - 寝屋川第3・第4サンハイツ6区画分譲開始 ／ 門真市古川橋土地区画整理組合設立（川村光壽が理事長に就任） ／ 枚方サンハイツ10区画分譲開始 ／ 柏原サンハイツ36区画分譲開始 ／ 久御山第5サンハイツ58区画分譲開始
- 1980年（昭和55年） - 久御山第4・第6サンハイツ36区画分譲開始 ／ 古川橋土地区画整理事業区域内土地の高度利用を目的として、区域内所有地主による関連会社9社と「光亜共栄会」を結成 ／ 所有不動産の高度利用と親睦を目的として、光亜共栄会を含む地元地主の関連会社21社と「光亜有恒会」を結成 ／ 古川橋地区内土地の高度利用の促進を図る目的で当社・三井物産株式会社・光亜共栄会会員の出資による「株式会社サンコオア」を設立 ／ 門真市古川橋土地区画整理組合起工式を挙行
- 1981年（昭和56年） - 寝屋川第5サンハイツ12区画分譲開始 ／ 門真第2サンハイツ16区画分譲開始 ／ サンコオア第1ビルのキーテナントを株式会社ダイエーにすることを発表
- 1982年（昭和57年） - 久御山第7サンハイツ26区画分譲開始 ／ 香里ヶ丘サンハイツ12区画分譲開始
- 1983年（昭和58年） - 門真第3サンハイツ20区画分譲開始 ／ サンコオア第1ビル起工式を挙行
- 1984年（昭和59年） - 門真市古川橋北土地区画整理組合設立（川村光壽が理事長に就任）  ／ 大型商業施設「サンコオア第1ビル」竣工(ダイエー古川橋駅前店・三井住友銀行門真支店開店) ／ 門真市古川橋土地区画整理事業区域内を「ラブリータウン古川橋」と命名し、記念式典を挙行 ／ 多目的ビル「駅前共同ビル」竣工 ／ 川村光壽 が大阪府土地区画整理組合連合会の会長に就任 ／ 多目的ビル「ポケットアベニュー」竣工
- 1986年（昭和61年） - 多目的ビル「サンコオア第2ビル」竣工 (現NSI古川橋スポーツクラブ 他) ／ 門真市古川橋土地区画整理事業の換地処分公告が出される ／ 運営管理 駅高架下商業施設 エル古川橋（現core[コア]古川橋）竣工
- 1987年（昭和62年） - 門真市古川橋北沿道区画整理型街路事業の換地処分公告が出される ／ 運営管理遊技施設「古川橋BOWL」竣工（現B-lax）
- 1988年（昭和63年） - 運営管理多目的ビル「ペアビル古川橋」竣工 ／ 寝屋川第1・第2・第3・第7倉庫を解体 「寝屋川センコー倉庫」として竣工
- 1990年（平成2年） - 多目的ビル「サンコオア第3ビル」竣工 ／ 川村光壽 が社団法人全国土地区画整理組合連合会の副理事長に就任
- 1991年（平成3年） - 光亜グループ保養施設「ゲストハウスコオア」竣工 ／ 社員によるラブリータウン古川橋の環境美化運動開始 ／ 門真市一番柳田町北土地区画整理組合設立 (川村光壽 が理事長に就任) ／ 運営管理物流施設　門真センコー倉庫竣工
- 1992年（平成4年） - 運営管理物流施設　柳田町倉庫竣工（門真市） ／ ラブリータウン古川橋（古川橋駅周辺）の美観維持・イベント実施など街の発展を目的に「ラブリータウン古川橋会」を設立
- 1993年（平成5年） - 門真市末広南地区共同整備事業組合設立 (川村光壽 が理事長に就任) ／ 川村光壽 が建設大臣表彰を受賞
- 1994年（平成6年） - 創立30周年記念式典を挙行
- 1995年（平成7年） - 門真市上島頭・下島頭地区の再開発する土地の高度利用促進を図る目的で松光親睦会メンバー7社と当社の出資による「株式会社サンエイト」を設立 ／株式会社光和　増資払込資本金1000万円 ／ 門真市末広南土地区画整理組合設立 (川村光壽 理事長就任) ／ 運営管理商業ビル「一番共同ビルディング」竣工（現ヒマラヤ門真店）
- 1996年（平成8年） - 門真市石原東・幸福北地区共同整備事業組合設立（川村光壽《創業者》理事長就任） ／ 街の環境美化推進エリア拡大により清掃車「そうじ君」購入
- 1997年（平成9年） - 商業ビル「サンエイト第1ビル」竣工 (ライフ門真店開店) ／ 川村光壽 が守口門真商工会議所の会頭に就任 ／ 門真市一番柳田町北土地区画整理事業の換地処分公告が出される
- 1998年（平成10年） - 川村光壽 が社団法人全国土地区画整理組合連合会の理事長に就任 ／ 久御山町大内土地区画整理事業区域内に大型商業施設の設置・運営を目的として地主26名と当社の出資による「株式会社サンシティ久御山」を設立 ／ 門真市石原東・幸福北土地区画整理組合設立(川村光壽 が理事に就任)
- 1999年（平成11年） - 門真市末広南土地区画整理事業の換地処分公告が出される ／ 川村光壽 が大阪府都市整備功労者表彰を受賞 ／ 彦根市本町土地区画整理組合設立（滋賀県）、当社が組合運営事務を業務受託
- 2000年（平成12年） - 末広南地区内に賃貸マンション「ラ・カリテ」竣工 ／ 複合商業施設「ロックタウン久御山 （現イオンタウン久御山）竣立、株式会社サンシティ久御山より当社が運営管理を受託 ／ 複合レジャービル「サンエイト第2ビル」竣工 ／ 川村光壽が藍綬褒章を受章
- 2001年（平成13年） - 川村光壽 が株式会社黒壁の取締役に就任 ／ 文化事業等により地域活性化支援する目的に「株式会社アミューゼ」(滋賀県長浜市)を設立  ／ 第1回ラブリータウン古川橋イルミネーション開催 （エリアマネジメント地域活性化イベント支援）
- 2002年（平成14年） - 運営管理ビル「京阪古川橋ビル」竣工 ／ 今津営業所を閉鎖し、長浜営業所を新設 ／ 管理マンション・ハイツに365日24時間管理体制「KSS」コオア・サポート・システムの運用開始 ／ 京阪古川橋ビル1Fに直営店「賃貸ef」開店
- 2003年（平成15年） - 古川橋駅周辺地区の商業活性化を図り、地域住民の利便に寄与し、地域商業振興を資することを目的に「古川橋南北地域活性化協議会」を結成 ／ 大阪メチャハピー祭りinラブリータウン古川橋開催 （エリアマネジメント地域活性化イベント支援）
- 2004年（平成16年） - 創立40周年記念式典を挙行 ／ 願得寺（門真市）に光亜グループ功労者の慰霊碑として物故舎建立 ／ 石原東・幸福北地区内に賃貸マンション「カンパヌール」・「グラート」・「マリアルド」3棟竣工 ／ 門真市石原東・幸福北土地区画整理事業の換地処分公告が出される ／ ラブリータウン古川橋街開き20周年事業として「ふれ愛・にぎわい!ラブリーフェスタ'04」を開催（エリアマネジメント地域活性化イベント支援） ／ 川村光壽 が国土交通省都市・地域整備局長感謝状を受賞
- 2005年（平成17年） - 門真市上島土地区画整理組合設立 （川村光壽 理事長就任） ／ 川村光壽 が街づくり区画整理協会の副会長に就任 ／ 川村光壽 が国土交通省・社会資本整備審議会の臨時委員に就任 ／ 川村光壽 が日本商工会議所・まちづくり特別委員会の副委員長に就任 ／ 海洋堂フィギュアミュージアム黒壁「龍遊館」開館 （エリアマネジメント文化事業支援）
- 2006年（平成18年） - 門真市上島土地区画整理事業の換地処分公告が出される。
- 2007年（平成19年） - 上島地区内に総合医療施設「萱島光亜興産ビル（現萱島生野病院）」竣工 ／ 門真市石原東・大倉西地区共同整備事業組合設立 （川村光壽 理事長就任） ／ 川村光壽 が日本商工会議所・まちづくり特別委員会の委員長に就任 ／ 川村光壽 が旭日中綬章を受章
- 2008年（平成20年） - 久御山町南大内土地区画整理事業区域内に多目的施設誘致を目的にした賃貸借に関する覚書を締結 ／ 寝屋南土地区画整理事業区域内地権者が設立した商業用地地権者法人と管理運営業務に関する契約を締結 ／ 川村光壽が財団法人リバーフロント整備センターの理事に就任
- 2009年（平成21年） - 門真市幸福東・垣内西地区共同整備事業組合設立 （川村光壽 理事長就任）
- 2010年（平成22年） - 京阪電気鉄道㈱と提携して沿線地域の再開発事業構想に参画  ／ 川村光壽 が守口門真商工会議所の名誉会頭に就任
- 2011年（平成23年） - 古川橋の美味しいお店・オススメスポットを紹介する地域情報誌『ef』を創刊(エリアマネジメント地域活性化支援) ／ 門真市中町地区共同整備事業組合設立 （川村光壽 理事長就任） ／ 門真市石原東・大倉西土地区画整理組合設立 （川村光壽 理事長就任）
- 2013年（平成25年） - 滋賀県長浜市黒壁地区内に「長浜アートセンター」開館（エリアマネジメント文化事業支援）
- 2014年（平成26年） - 門真市中町土地区画整理組合設立 （川村光壽 理事長就任） ／ 創立50周年記念事業の一環として、京都大学に次世代のまちづくりのリーダーを養成する目的に寄附講座「光亜興産官民協働まちづくり実践講座（川村光壽寄附講座）」を開設し、産学官連携による「まち再生」に向けたトータルな研究を行う
- 2016年（平成28年） - 京都岡本病院竣工 ／ 久御山町佐山土地区画整理組合　設立
- 2017年（平成29年） - 堺市黒山西土地区画整理組合 設立 ／ 枚方市楠葉中之芝地区「スーパーマツモト」オープン ／ 滋賀県高島市と「滞在型宿泊拠点の整備に関する協定」を締結
- 2018年（平成30年） - 滋賀県高島市にグランピング施設「STAGEX高島」オープン ／ 光亜グループ代表取締役会長 川村光壽が死去（享年83歳）

## コーポレートマークについて
コーポレートマークには緑、白、青の3色が使用されている。
- 緑 … 自然との共生
- 白 … 幸せな未来
- 青 … 生活空間

## 役員
- 代表取締役社長　　　川村 光世
- 取締役副会長　　　　髙橋 潤
- 専務取締役　　　　　市河 義一
- 取締役　　　　　　　渡辺 敏幸
- 監査役　　　　　　　木本 泰司

## 事業所
- 長浜営業所

〒526-0067
滋賀県長浜市港町字向浜321
- 高島営業所

〒520-1501
滋賀県高島市新旭町旭1丁目7番地1号

## 主要事業

### 門真市
古川橋駅南地区
「大阪市地域における住宅及び住宅地の供給に関する特別措置法」に基づく駅前の組合施行として全国で初めての事業。駅前広場を含む都市計画道路に高度修景施設を設ける一方で駅前の街区に大型商業施設を誘致。また、各建物外装の素材・色調等が統一された「ラブリータウン古川橋」を形成。
古川橋駅北地区
「沿道区画整理型街路事業」として全国で初めての組合施行土地区画整理事業。駅前景観を考慮し、敷地の共同利用により複合商業施設・業務施設「ペアビル古川橋」が設置される。
一番・柳田町北地区
ラブリータウン古川橋としての街づくりを目的に、隣接する一番町旧村落と調和した街を完成させ、ラブリータウン古川橋の区域の拡大と充実を図る。
末広南地区
老朽木造賃貸住宅等の密集地区再生のため、密集住宅市街地整備促進事業と街区高度利用土地区画整理事業との合併事業として施行。「大正ロマン」を総合コンセプトにイメージ統一したまちづくりを行う。
石原東・幸福北地区
近隣の密集地区再生連鎖のモデル地区とするため、住宅市街地総合整備事業と土地区画整理事業の合併施行の実施、地域コミュニティコンセプト「花と芸術のあふれるガレリアのあるまち」に基づいた街並み景観の統一を図り、アンティークモニュメントや周辺児童の絵画等の展示ブースを設置する工夫等、小広場を中心にした地域と共感・共生するまちづくりを行う。
上島地区
都市計画道路寝屋川大東線街路事業・敷地整序型土地区画整理事業、住宅市街地総合整備事業の3手法による第一地区の事業を施行。平成19年春、総合医療施設「萱島生野病院」が開設。地域の安心・安全なまちづくりとして一役を担うことが期待された。また、「大阪府 花と緑の街づくりモデル事業」として大阪府の補助を受け施設の周囲に緑空間を創出することでヒートアイランド対策など都市環境の改善やまちの魅力アップを図る。
石原東・大倉西地区
地区内に整備される公園を中心とした「パークアベニュー～花と緑、アートのあふれる街～」のデザインガイドラインを基に、街並み景観の統一を図る。
中町地区
本地区の中央部に防災機能を持った公園を整備するとともに、老朽化した公共公益施設を統合、再配置し、地区全体としてまとまりのあるシヴィック・センターの形成を目指す。
幸福東・垣内西地区
木造住宅が立ち並ぶシャッター通り化した商店街の再生と併せて、廃校となった中学校跡地を活用して市民文化機能や市民生活支援機能等を集め、駅前に整備予定である賑わい広場と一体になった交流・ふれあいゾーンの形成を目指す。

### 京都府
久御山町　大内地区
新たな都市機能の誘導、公共施設の整備・改善を行い、共同土地利用の法人を設立し大規模宅地利用の増進を図る。
久御山町　南大内地区
久御山町の都市計画マスタープランで「産業誘導ゾーン」と位置づけされており、土地利用の方針として「まちの駅クロスピアくみやま」の整備を推進し、都市機能の集積を図り広域商業・業務施設等の立地誘導を促進するなどの交流で「にぎわうまち」の拠点形成を図る。
寝屋南地区
大型商業施設を核とした「賑わいからはじまるまちづくり」をコンセプトに、地権者による取組が起こり、都市計画道路寝屋線の整備をともなった商業・流通業務などが複合的に立地する都市拠点を目指して、官民協働のまちづくりを行う。
楠葉中之芝地区
京阪本線樟葉駅と橋本駅 (京都府)に近接している交通の利便性と史跡公園の整備など地域の個性を活かした市街地の形成を行う。

### 滋賀県
彦根市　四番町スクエア
基盤整備と建物・街並み整備を一体的に進め、集約換地でまちのランドマークとなる「ひこね街なかプラザ」と「四番町ダイニング」の2つの核施設を建設。まちづくり協定を締結し、景観ルールブックの使用に基づいて個々の建築を誘導。「まちづくり協定委員会」を設立し、マスターアーキテクトに街の全体調整の指導を受けながら、「大正ロマン」をテーマとして緩やかな統一による景観形成を行う。にぎわいの仕掛けづくりとして、土地区画整理事業の移転補償費の一部を充当して、随所にモニュメント、せせらぎ、休憩施設、植栽等を設置、協同組合での管理、また、区画道路の一部をパティオ（小広場）試用とし、イベント等多目的に使用できるようにし、パティオに放射状につながる3m幅員の路地と店舗を整備、市場の再生を図る。
長浜市　黒壁スクエア
滋賀県北部に位置する長浜市の旧市街地の中心に建つ、「黒壁銀行」の取り壊しの危機に際し、1988年に建物の保存と再生を目的として株式会社黒壁が設立、「黒壁ガラス館」として新たな施設としてオープン。その後も、周囲の伝統的建造物を利用し、まちづくりが行われ地域一帯は「黒壁スクエア」と名付けられ、衰退していた長浜市の中心を観光地として再生。
高島市　STAGEX高島
1988年（昭和63年）にオープンした「道の駅しんあさひ風車村」跡地を利活用し、『高島らしさが体感できる、新しい魅力の創出と拠点づくり「琵琶湖湖畔に位置する新たな滞在空間（グランピング）の創出」』をコンセプトとした施設を形成。琵琶湖湖畔に位置する場所性、歴史・自然・文化・地域特性等の高島らしさ、ランドマークとなる風車を特色とし、地域の活性を目指す。

## 受賞履歴
- 1984年7月10日 - 表彰状　第36回国土建設週間　門真市古川橋特定土地区画整理組合
- 2000年6月23日 - 表彰状　第18回まちづくり月間まちづくり功労者　建設大臣賞　門真市一番柳田町北土地区画整理組合
- 2000年10月27日 - 感謝状　第17回大阪府まちづくり功労者賞　門真市末広南地区共同整備事業組合
- 2001年6月20日 - 表彰状　第19回まちづくり月間　まちづくり功労者　国土交通大臣賞　門真市末広南地区共同整備事業組合
- 2001年10月4日 - 都市景観大賞「美しいまちなみ大賞」　門真市末広南地区共同整備事業組合・門真市
- 2004年10月4日 - 都市景観大賞「美しいまちなみ優秀賞」　門真市石原東・幸福北地区共同整備事業組合・大阪府門真市
- 2004年10月7日 - 表彰状　第16回住宅月間国土交通大臣賞　門真市石原東・幸福北地区共同整備事業組合
- 2005年3月30日 - 感謝状　第21回大阪府まちづくり功労者賞　門真市石原東・幸福北地区画整理組合
- 2005年6月24日 - 表彰状　第23回まちづくり月間　まちづくり功労者　国土交通大臣賞　門真市石原東・幸福北地区画整理組合

## グループ会社
- 株式会社新光亜
- 株式会社光和
- 株式会社サンコオア
- 株式会社サンエイト
- 株式会社アミューゼ

## テレビ番組
- 日経スペシャル ガイアの夜明け 生まれ変わる木造住宅密集地（2007年4月10日、テレビ東京）[1] - 木造賃貸住宅の再開発における難題を取材。